# Andrea del Sarto

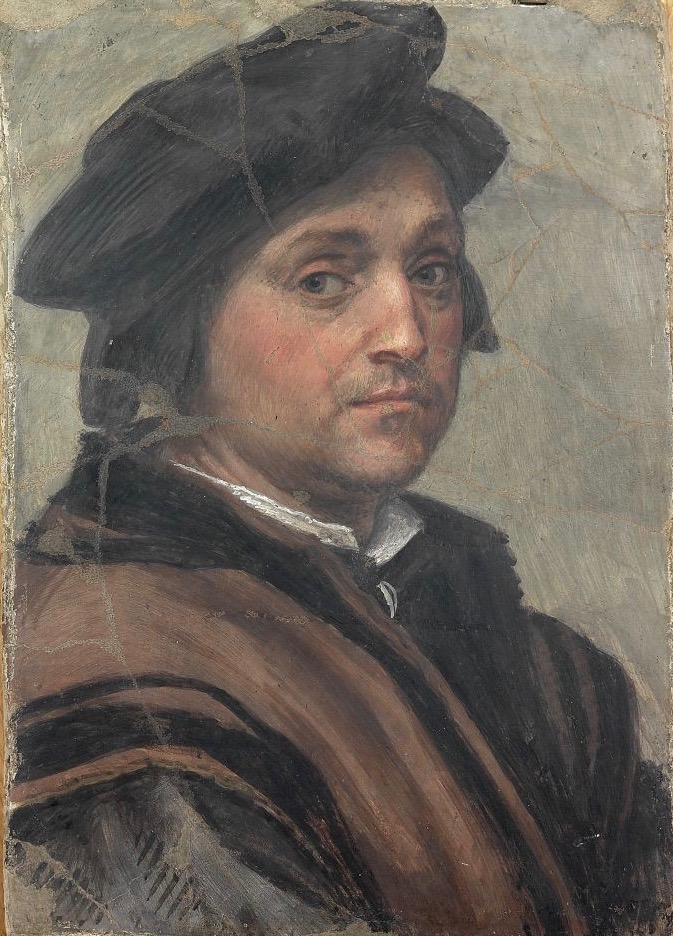
Andrea del Sarto, Selbstporträt (1528)

Andrea del Sarto, eigentlich Andrea d’Agnolo di Francesco di Luca di Paolo del Migliore, (* 16. Juli 1486 in Gualfonda, Florenz; † 29. September 1530 in Florenz) war ein Maler der italienischen Renaissance.

## Leben
Del Sarto, Sohn des Schneiders Angelo di Francesco, weshalb er den Beinamen Sarto (deutsch Schneider) erhielt, kam zu einem Goldarbeiter in die Lehre, erregte aber durch seine Fertigkeit im Zeichnen die Aufmerksamkeit eines Malers, der ihn unterrichtete und dann bei Piero di Cosimo unterbrachte. Später arbeitete del Sarto eine Zeit lang mit Franciabigio; doch bildete er sich vorzugsweise nach Leonardo, Michelangelo und Fra Bartolommeo, deren Stilrichtungen er geschickt zu einer eigenen Ausdrucksweise verschmolz mit starker Betonung des Kolorits ohne Vernachlässigung plastischer Formenbildung. Seine Vorbilder im zeichnerischen Ausdruck waren Domenico Ghirlandajo und Masaccio.
Im Jahre 1506 bildete er, zusammen mit seinem Freund Franciabigio, einem ehemaligen Schüler Albertinellis, eine gemeinsame Werkstatt.
Von 1509 bis 1514 malte er Fresken aus dem Leben von Philippus Benizzi, die Anbetung der Könige und die Geburt Maria (Hauptwerk) in dem Vorhof und dem Kreuzgang der Servitenkirche Santissima Annunziata zu Florenz. Für die Brüderschaft dello Scalzo hatte del Sarto um 1511 eine Taufe Christi in Fresko grau in grau gemalt.

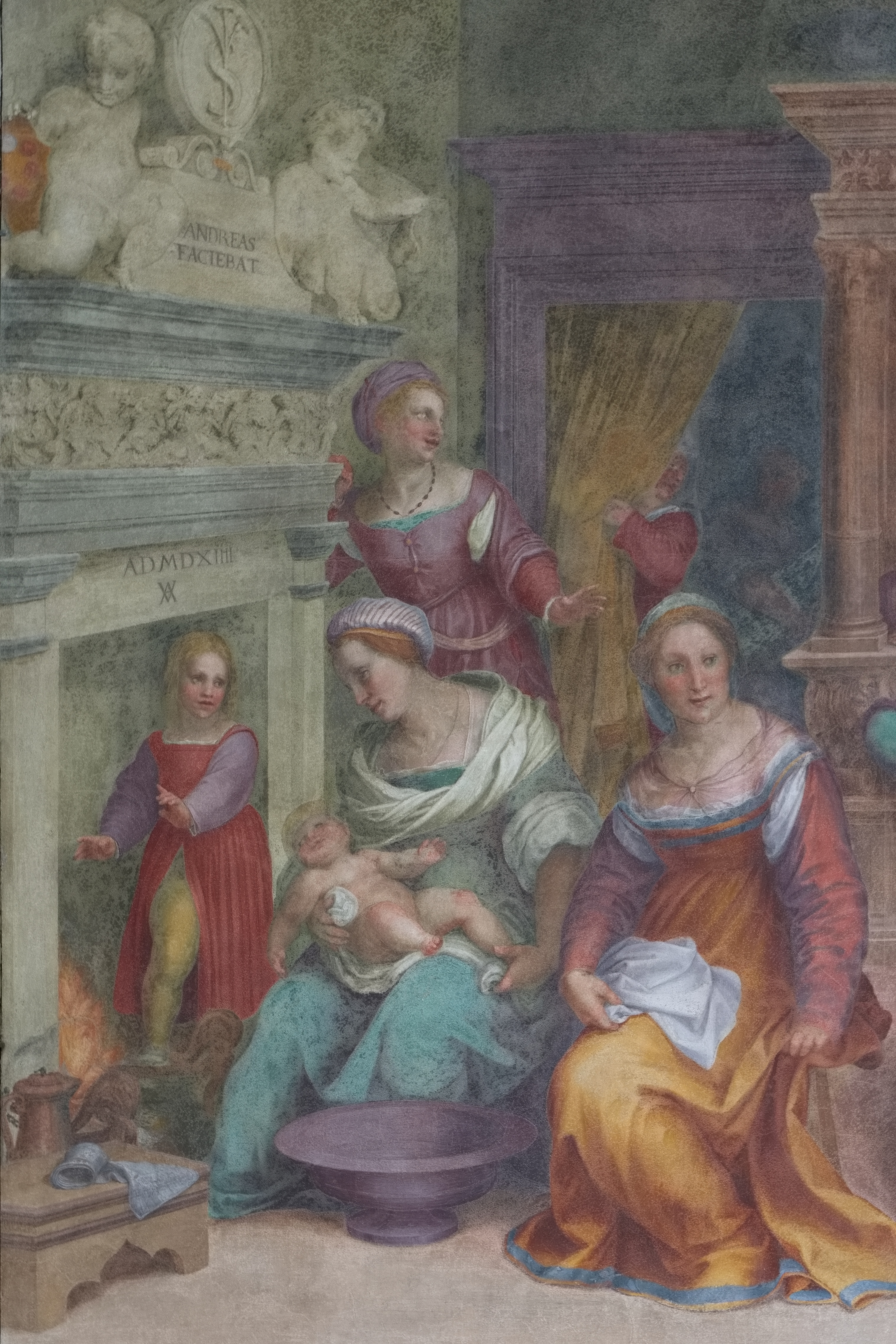
Geburt Maria (Detail), 1509–10, Chiostrino dei Voti der SS Annunziata, Florenz

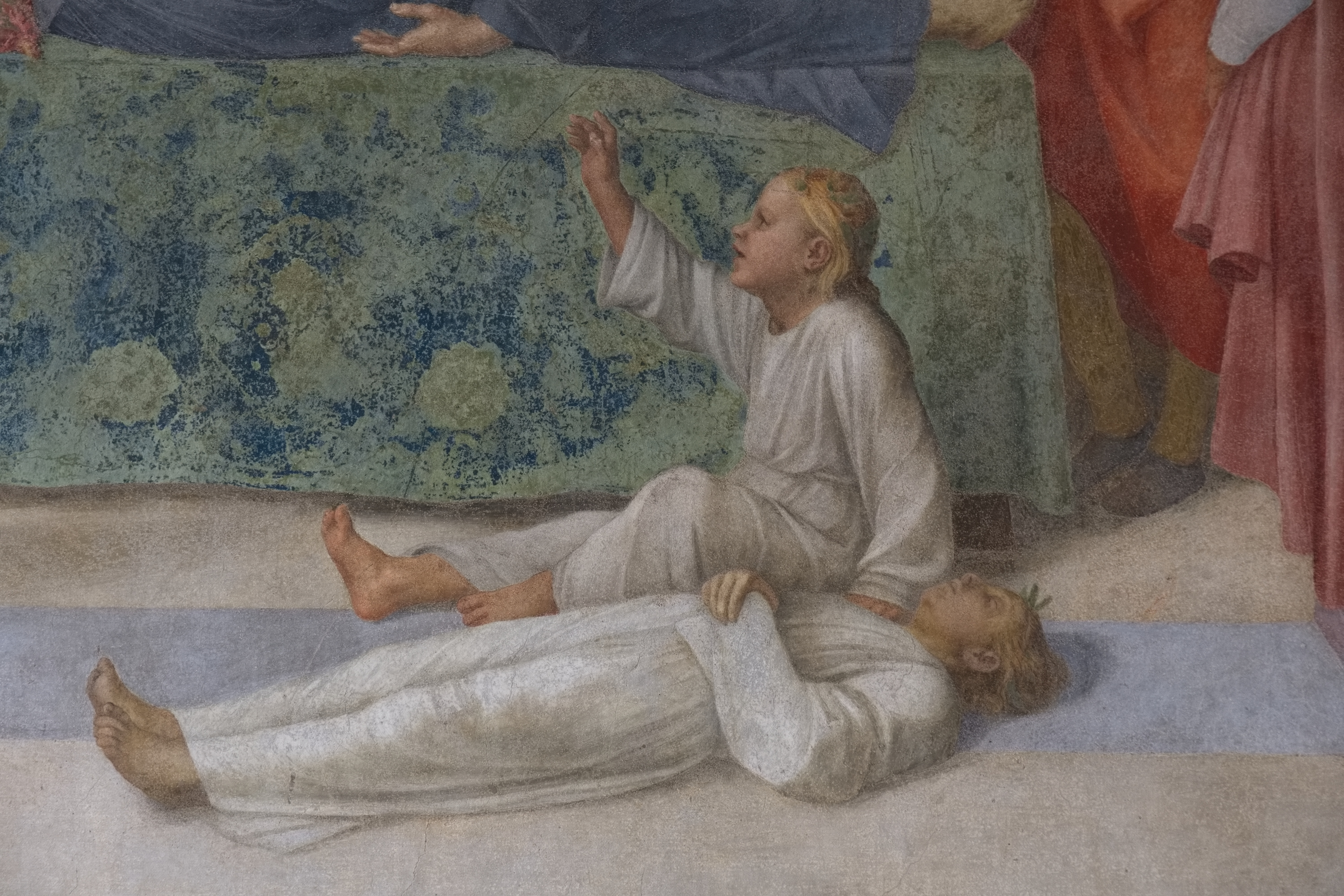
Sankt Filippo Benizi's Tod und Wiederbelebung des Kindes (Detail), 1509f, Chiostrino dei Voti der SS Annunziata, Florenz

In den Jahren 1518/19 wurde er im Gefolge von Leonardo da Vinci am Hofe von Franz I. auf Schloss Fontainebleau in Frankreich tätig, kam aber bald wieder nach Florenz zurück, um seinen eigenen Stil, der durch obige Künstler beeinflusst war, zu verwirklichen. Seine Malweise prägte maßgeblich die Kunst des ersten Drittels des 16. Jahrhunderts in Italien.
Von 1515 bis 1526 setzte er den Zyklus aus dem Leben Johannes’ des Täufers fort. Diese Werke zeichnen sich durch frische Natürlichkeit, Streben nach mannigfaltiger Charakteristik, geschickter Ordnung und Gruppierung, harmonischer Färbung und anmutiger Darstellung aus, verbunden mit einer virtuos angewandten Zeichnung.
Andrea del Sarto hatte viele Schüler und Nachfolger, wobei die wohl am bekanntesten Jacobo da Pontormo und Franciabigio waren. Wie Vasari schreibt, verließen sie ihn jedoch später, um sich Michelangelo anzuschließen und nach Rom zu gehen. Andrea del Sarto starb in den Armen seiner Frau, unter wenig Aufmerksamkeit seiner Umgebung und weitgehend arm, obwohl er zu Lebzeiten viele Bewunderer hatte.

## Werke

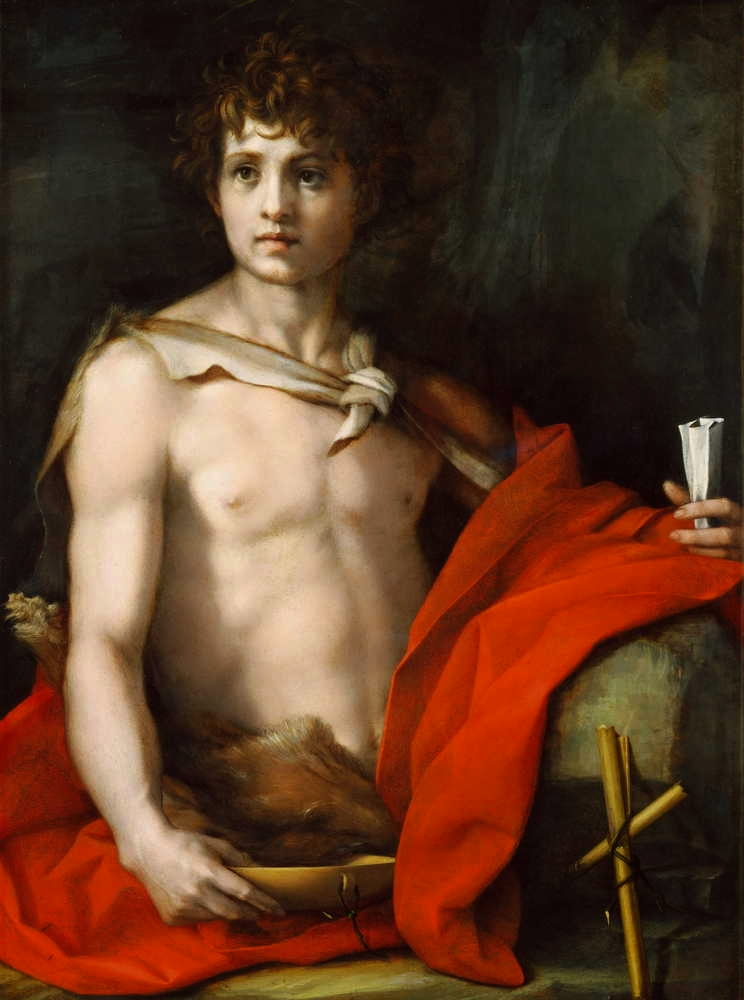
Der jugendliche Johannes der Täufer
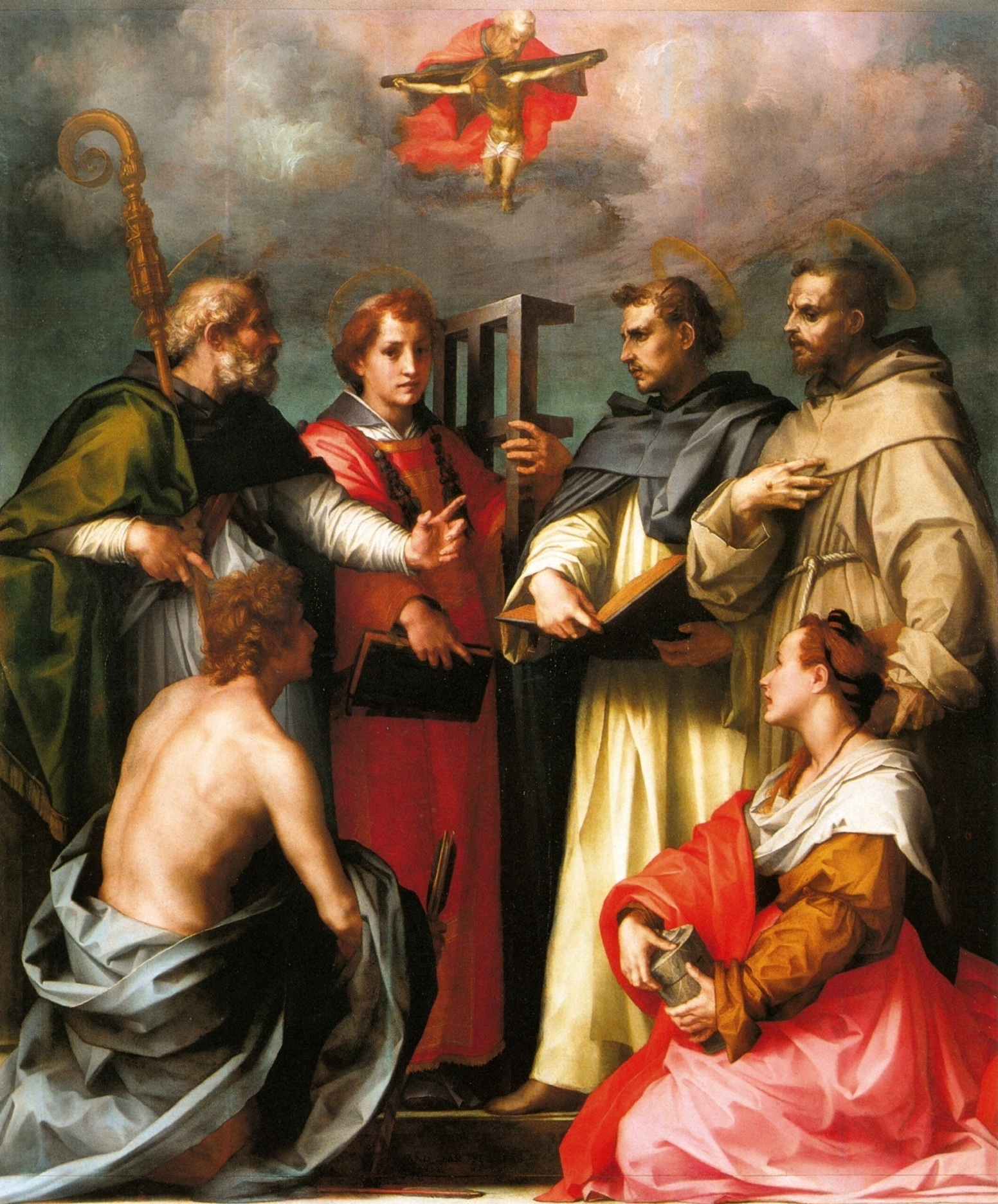
Disput über die Dreifaltigkeit
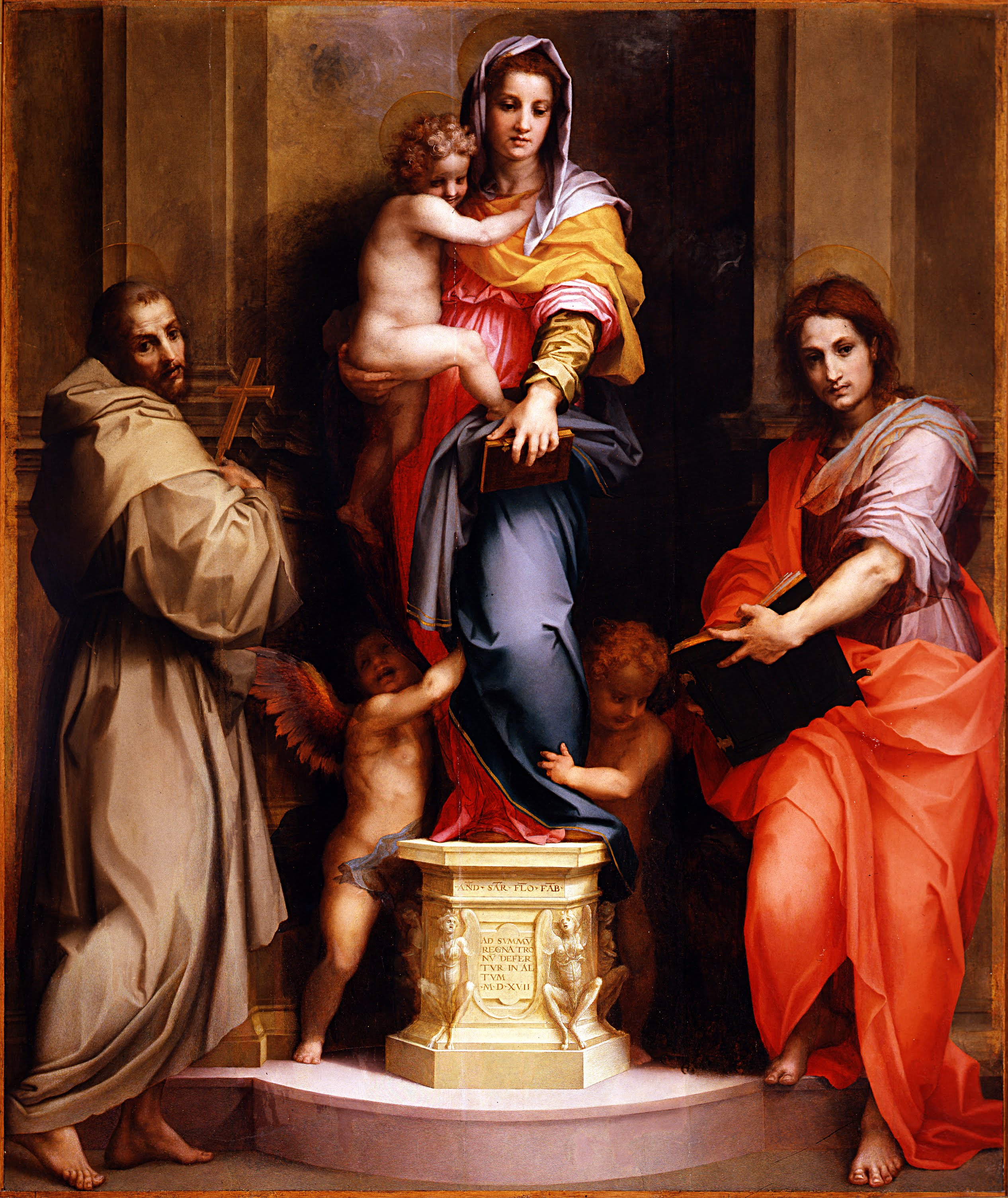
Harpyienmadonna
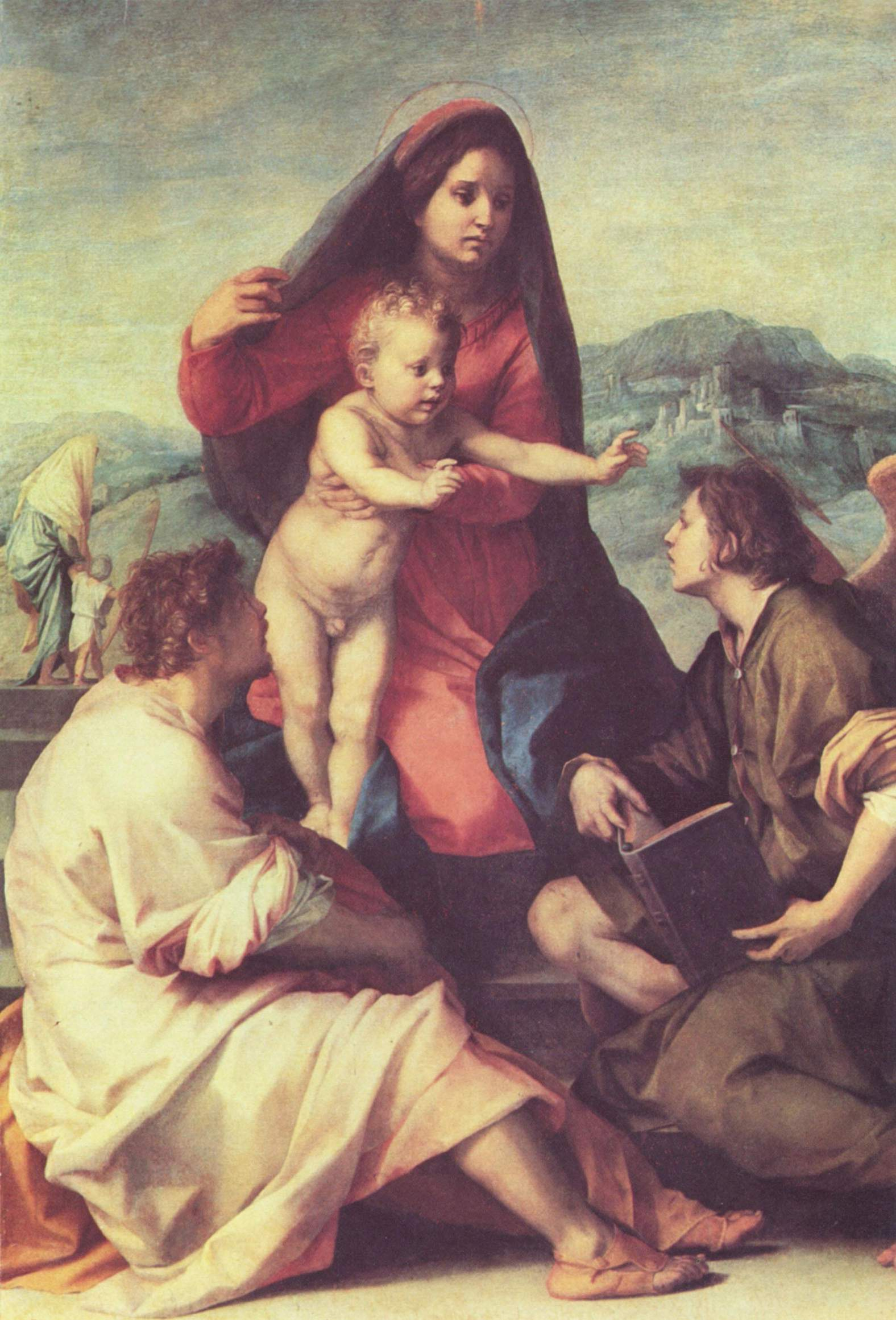
Madonna mit Heiligen und einem Engel
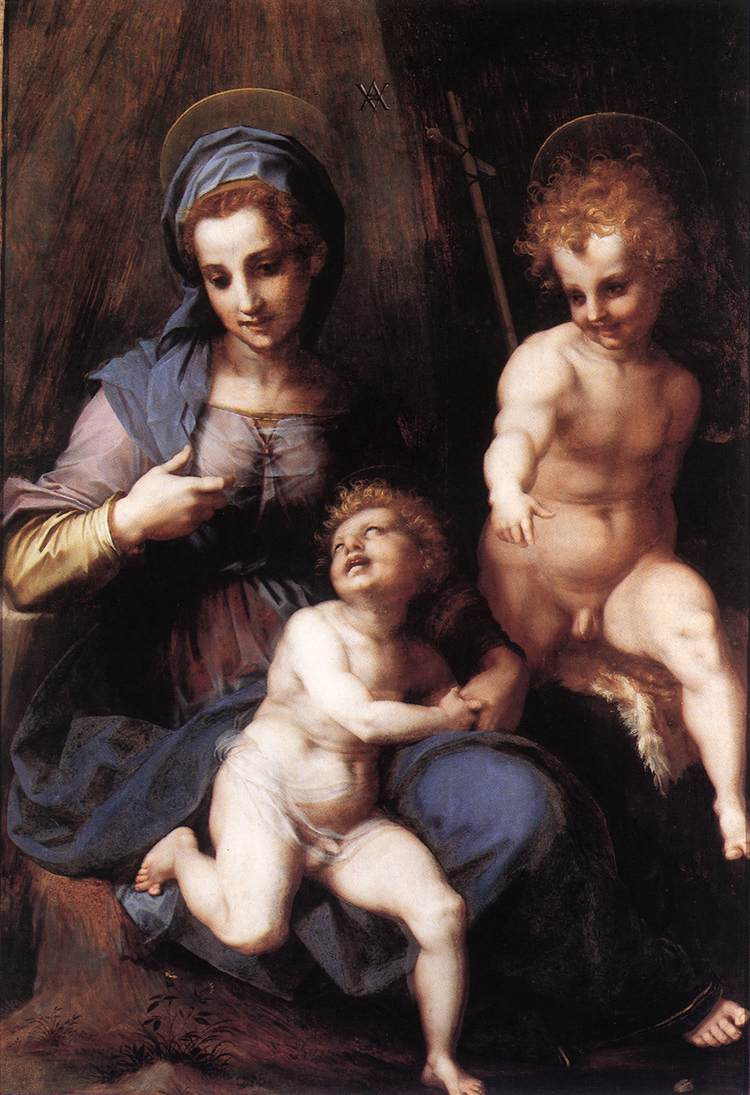
Madonna mit Kind u. Johannes dem Täufer
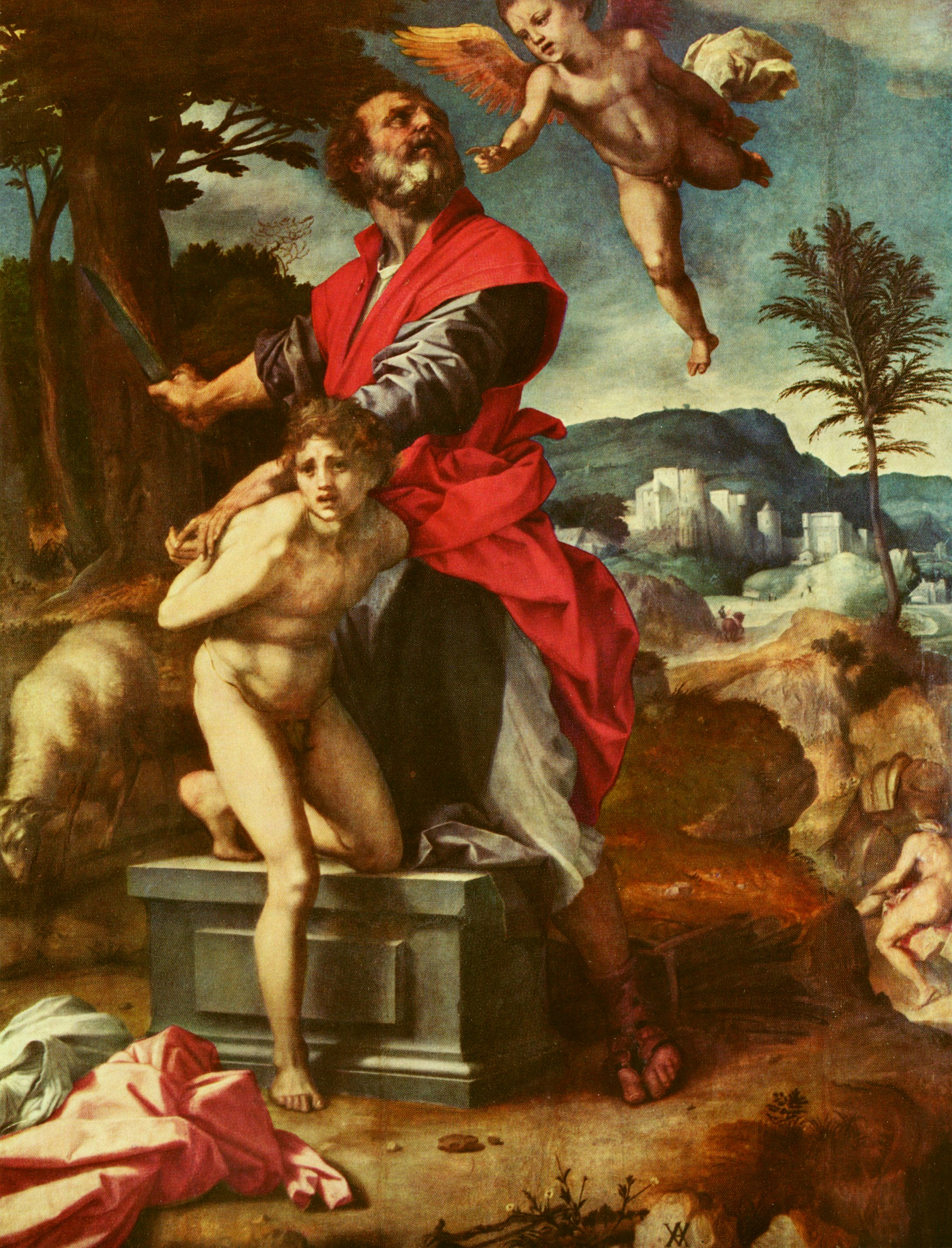
Opferung Isaaks
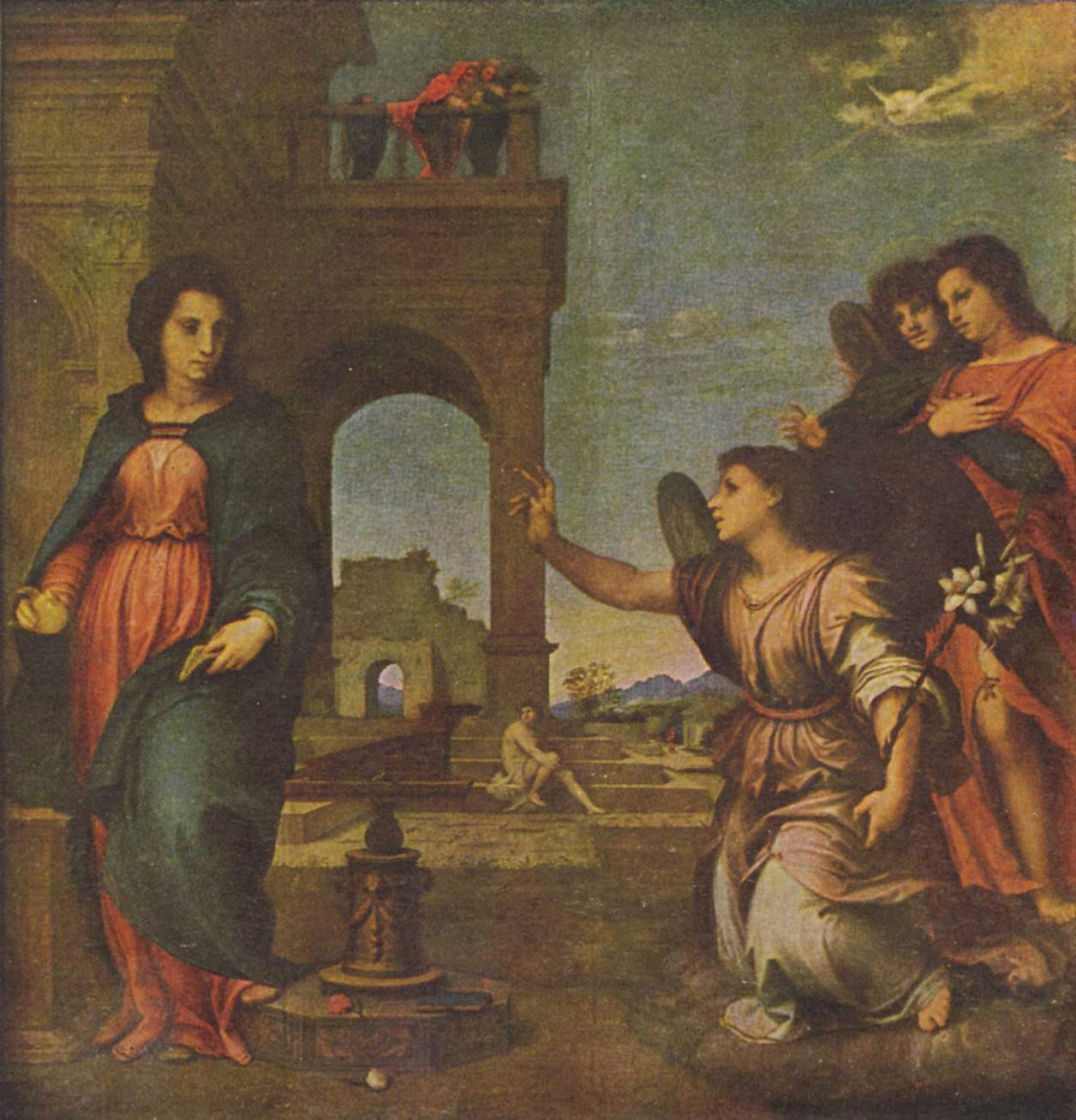
Verkündigung
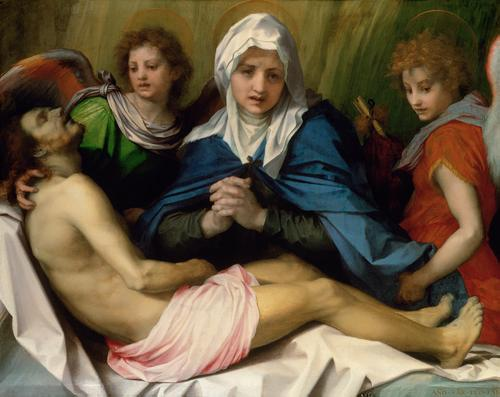
Pietà

## Ausstellungen
- Andrea del Sarto: The Renaissance Workshop in Action (Ausstellung eines Teiles seiner Graphiken). The Frick Collection, New York, 7. Oktober 2015  – 10. Januar 2016.[3]